# Atop an Underwood: Early Stories and Other Writings
Atop an Underwood: Early Stories and Other Writings je antologie amerického spisovatele Jacka Kerouaca. Zahrnuje dosud nepublikované Kerouacovy práce z vysokoškolských studií, poezii, krátké příběhy a eseje. V češtině kniha dosud publikována nebyla.